# I Wanna Be Your Slave

I Wanna Be Your Slave – singel włoskiego zespołu muzycznego Måneskin. Utwór napisali członkowie zespołu: Damiano David, Ethan Torchio, Thomas Raggi oraz Victoria De Angelis, a jego produkcją zajął się Fabrizio Ferraguzzo. 16 lipca 2021 roku utwór został oficjalnie wydany we włoskich stacjach radiowych jako trzeci singiel promujący album Teatro d'ira: Vol. I.
Teledysk wyreżyserowany przez Simone Bozzelli ukazał się 15 lipca na oficjalnym kanale YouTube zespołu. 
Po zwycięstwie zespołu na Konkursie Piosenki Eurowizji 2021, „I Wanna Be Your Slave” stał się utworem viralowym pojawiając się na tygodniowych listach przebojów w całej Europie oraz zestawieniach Spotify. W Wielkiej Brytanii przebił sukces poprzedniego singla, docierając do piątego miejsca w notowaiu UK Singles Chart. W Polsce uzyskał status czterokronie platynowej płyty.
To pierwszy od 4 lat po "Beggin'" i "Chosen" anglojęzyczny singiel grupy. 

## Notowania i certyfikaty
| Lista przebojów (2021)                                     | Najwyższa pozycja |
| ---------------------------------------------------------- | ----------------- |
| Australia (Top 50 Singles)                                 | 15                |
| Austria (Ö3 Austria Top 40)                                | 2                 |
| Belgia (Ultratop 50 Singles, Flandria)                     | 7                 |
| Belgia (Ultratop 50 Singles, Walonia)                      | 49                |
| Bułgaria (Top 20 Singles)                                  | 7                 |
| Chorwacja (ARC 100)                                        | 16                |
| Czechy (Singles Digitál Top 100)                           | 2                 |
| Dania (Tracklisten)                                        | 7                 |
| Francja (Top Singles & Titres)                             | 71                |
| Finlandia (Suomen virallinen lista)                        | 1                 |
| Grecja (Top 100 Airplay)                                   | 2                 |
| Hiszpania (Promusicae)                                     | 47                |
| Holandia (Single Top 100)                                  | 3                 |
| Irlandia (Top 100 Singles)                                 | 4                 |
| Islandia (Plötutíðindi)                                    | 8                 |
| Izrael (Media Forest)                                      | 4                 |
| Japonia (Billboard Japan Hot Overseas)                     | 16                |
| Kanada (Billboard Canadian Hot 100)                        | 29                |
| Kanada (Billboard Canada Rock)                             | 22                |
| Litwa (Singlų Top 100)                                     | 2                 |
| Łotwa (Latvijas Radio 5 Top 40)                            | 15                |
| Niemcy (Media Control Charts)                              | 3                 |
| Norwegia (Top 40 Singles)                                  | 2                 |
| Nowa Zelandia (Recorded Music NZ)                          | 21                |
| Peru (UNIMPRO)                                             | 87                |
| Polska (AirPlay – Top)                                     | 4                 |
| Południowa Afryka (RISA)                                   | 24                |
| Portugalia (AFP)                                           | 13                |
| Rosja (Russia Radio & YouTube Hits)                        | 52                |
| Rosja (Russia YouTube Hits)                                | 5                 |
| San Marino (San Marino RTV)                                | 32                |
| Słowacja (Singles Digitál Top 100)                         | 1                 |
| Stany Zjednoczone (Bubbling Under Hot 100)                 | 7                 |
| Stany Zjednoczone (Billboard Hot Rock & Alternative Songs) | 11                |
| Szwajcaria (Singles Top 100)                               | 6                 |
| Szwecja (Sverigetopplistan)                                | 4                 |
| Ukraina (Ukraine Radio & YouTube Hits)                     | 13                |
| Ukraina (Ukraine YouTube Hits)                             | 7                 |
| Unia Europejska (Euro Digital Song Sales (Billboard))      | 10                |
| Węgry (Single Track Top 40 Lista)                          | 7                 |
| Węgry (Single Stream Track Top 40 Lista)                   | 2                 |
| Wielka Brytania (UK Singles Chart)                         | 5                 |
| Włochy (FIMI)                                              | 7                 |

| Kraj                          | Certyfikat         | Sprzedaż |
| ----------------------------- | ------------------ | -------- |
| Australia (ARIA)              | złota płyta        | 35 000+  |
| Austria (IFPI Austria)        | platynowa płyta    | 30 000+  |
| Dania (IFPI Danmark)          | złota płyta        | 45 000+  |
| Finlandia (Musiikkituottajat) | platynowa płyta    | 40 000+  |
| Grecja (IFPI Greece)          | platynowa płyta    | 20 000+  |
| Hiszpania (Promusicae)        | złota płyta        | 20 000+  |
| Irlandia (IRMA)               | złota płyta        | 7 500+   |
| Niemcy (BVMI)                 | złota płyta        | 200 000+ |
| Norwegia (IFPI Norway)        | złota płyta        | 15 000+  |
| Polska (ZPAV)                 | 4× platynowa płyta | 200 000+ |
| Portugalia (AFP)              | złota płyta        | 5 000+   |
| Rosja (InterMedia)            | 6× platynowa płyta | 60 000+  |
| Szwecja (GLF)                 | złota płyta        | 15 000+  |
| Turcja (IFPI Turkey)          | złota płyta        | 3 000+   |
| Wielka Brytania (BPI)         | złota płyta        | 400 000+ |
| Włochy (FIMI)                 | 2× platynowa płyta | 70 000+  |